# Lemoa
Lemoa (spanisch Lemona) ist eine Gemeinde (municipio) in der Provinz Bizkaia im spanischen Baskenland mit 3.586 Einwohnern (Stand: 2024). Zur Gemeinde gehören die Ortschaften Agarre, Arraibi, Arrantxe, Arraño, Azurreka, Bolunburu, Durandio, Elizondo, Elorriaga, Errekalde, Estaziñoa, Intzuntza, Iturritxe, Larrabeiti, Lemorieta, Mendieta, Pozueta, San Inazio, Tallerreta, Txiriboketa und Zubieta.

## Geografie
Lemoa liegt etwa 15 Kilometer ostsüdöstlich von Bilbao in einer Höhe von durchschnittlich ca. 70 m am Río Arratia.

## Geschichte
| 1900 | 1970 | 1981 | 1991 | 2001 | 2011 | 2021 |
| ---- | ---- | ---- | ---- | ---- | ---- | ---- |
| 957  | 3127 | 3033 | 2740 | 2612 | 3346 | 3489 |

## Sehenswürdigkeiten
- Marienkirche (Iglesia de Santa María)
- Rathaus

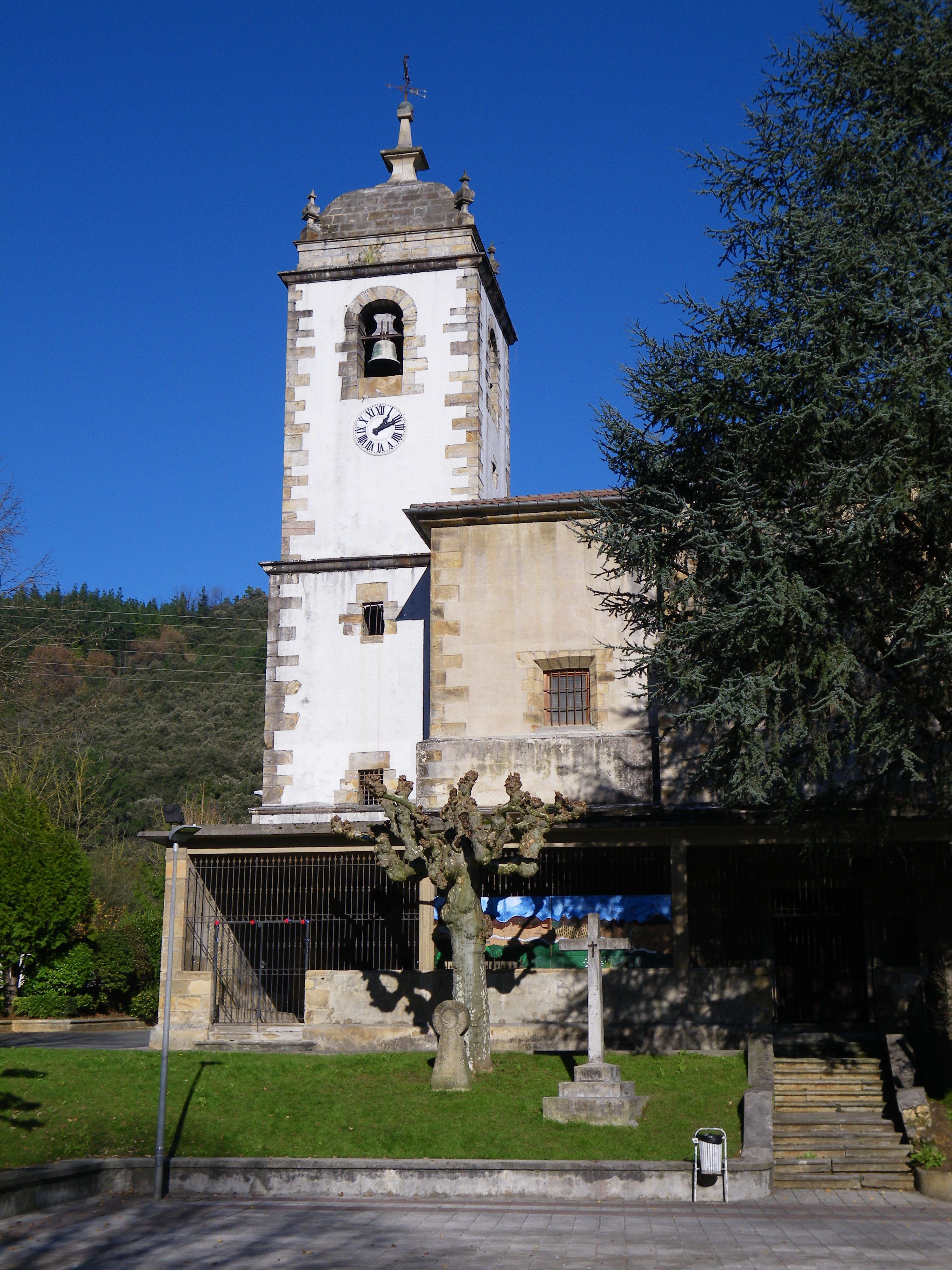
Marienkirche
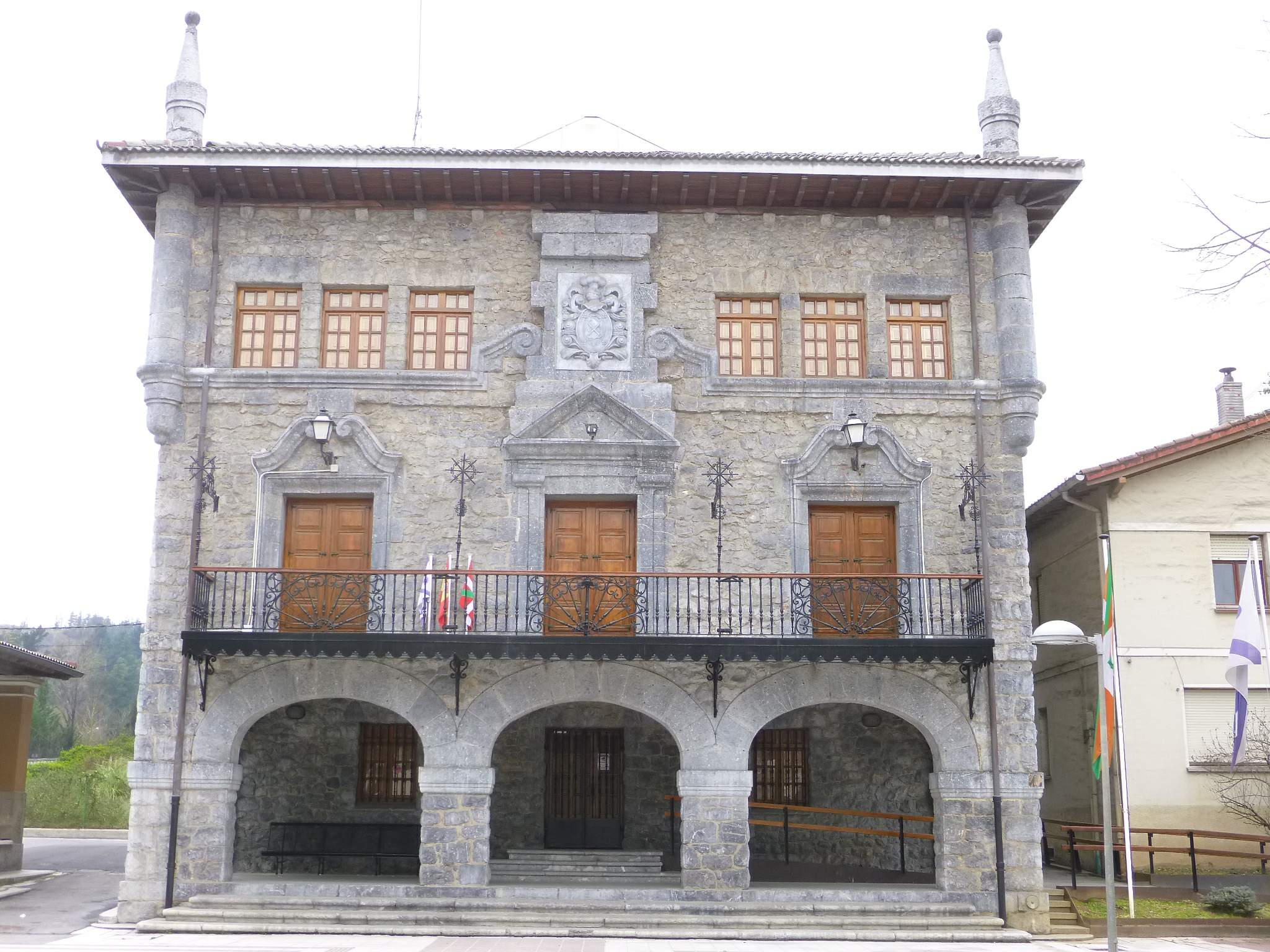
Rathaus

## Söhne und Töchter der Stadt
- Gurutzi Arregi (1936–2020), Ethnografin